# Carl Curtis
Carl Thomas Curtis, född 15 mars 1905 i Kearney County i Nebraska, död 24 januari 2000 i Lincoln i Nebraska, var en amerikansk republikansk politiker. Han representerade delstaten Nebraska i båda kamrarna av USA:s kongress, först i representanthuset 1939–1954 och sedan i senaten 1955–1979.
Curtis studerade vid Nebraska Wesleyan University. Han arbetade sedan som lärare i Minden. Han studerade därefter juridik och inledde 1930 sin karriär som advokat.
Curtis var motståndare till Franklin D. Roosevelts reformprogram New Deal. Han blev invald i representanthuset i kongressvalet 1938. Han avgick som kongressledamot den 31 december 1954 och tillträdde sedan följande dag ämbetet som senator. Curtis hade vunnit senatsvalet 1954 och senator Hazel Abel avgick några dagar i förtid. Curtis stödde afroamerikanernas medborgerliga rättigheter och han profilerade sig som antikommunist. På samma sätt som han hade varit emot New Deal var han även emot Lyndon B. Johnsons reformprogram Great Society. Han stödde Richard Nixons politik såväl i Vietnam som under Watergateaffären. Han efterträddes 1979 som senator av J. James Exon.
Curtis var presbyterian och frimurare. Han gravsattes på Minden Cemetery i Minden.